# Solo x hoy (álbum)
Solo x hoy es el primer álbum demo de la banda de rock argentina Callejeros.

## El álbum
Consiste en un demo en formato de casete grabado entre los meses julio y agosto de 1997 con una consola portaestudio de cuatro canales en "El Aguantadero de Dios" (primer sala de ensayo de la banda de Villa Celina), y mezclado en "El Galpón de Mataderos". El demo contiene once canciones divididas en dos lados.
Este demo fue presentado en varios bares y pubs de Capital y Gran Buenos Aires ("Pavimento 97'" entre los más importantes del cual se tiene registro grabado), durante buena parte de 1997 y 1998. Actualmente quedan muy pocas copias originales de este trabajo. 

## Lista de canciones
- Lado A

1. Durmiendo en la seccional
2. Bufón
3. Lejos del cielo
4. Pichones
5. Zapatos muy grandes
6. Vivo en mi ilusión

- Lado B

1. Botija
2. Teatro
3. Ancho de espadas
4. Milonga del Rocanrol
5. Rito de Holoalocû

## Créditos
Formación que grabó este trabajo: 
- Pato - Patricio Santos Fontanet (voz)
- Galgo - Guillermo Le Voci (guitarra eléctrica, acústica y coros)
- Dios - Christian Eleazar Torrejón (bajo)
- Edu Cabeza - Eduardo Vázquez (batería)
- Canario (guitarra)
- Arte de tapa: Tonga (Rey Abeja)
- Técnico de grabación y mezcla: Galgo, Guillermo Le Voci.